# Sandvika
Sandvikaⓘ ist eine Stadt in der Kommune Bærum, im Fylke Akershus in Norwegen. Sie ist Sitz der Verwaltung der Kommune und verfügt seit dem Jahr 2003 über Stadtrechte.

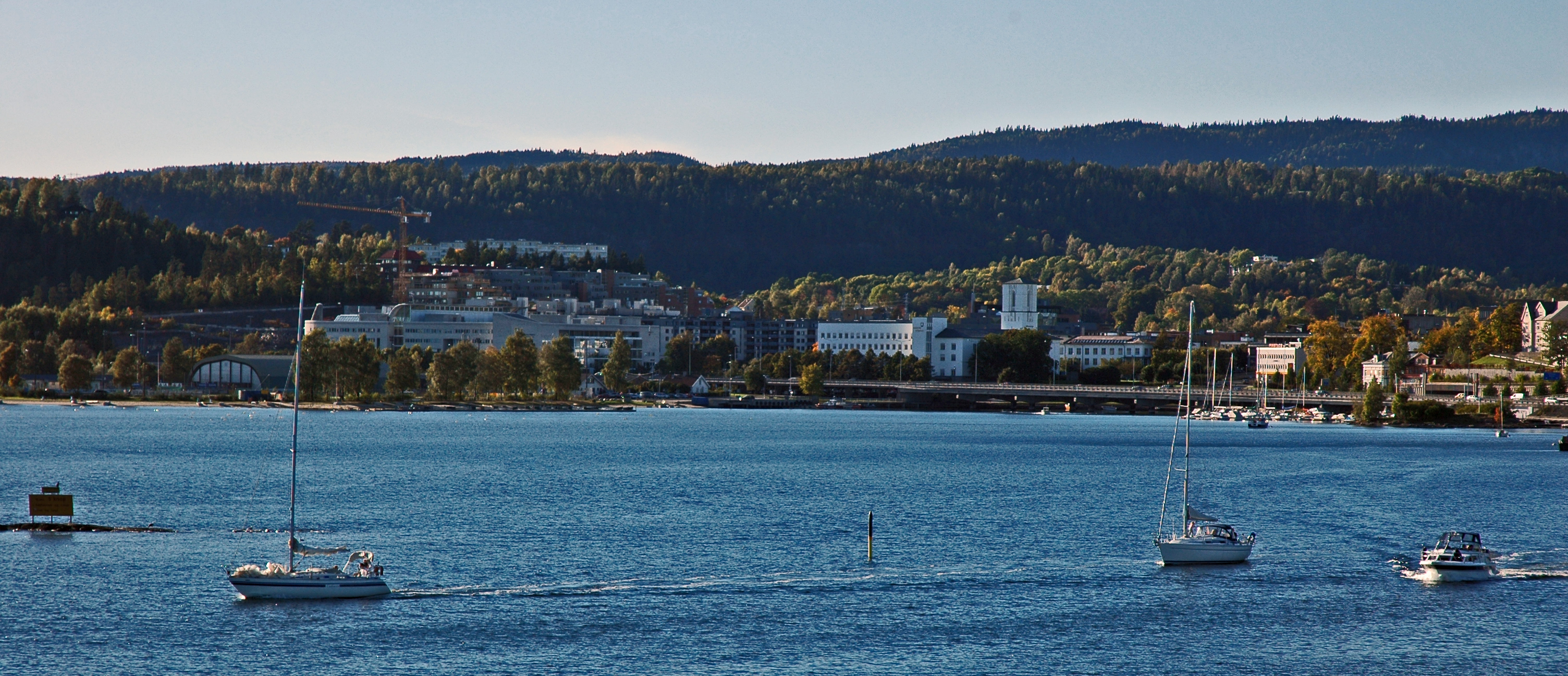
Blick auf Sandvika vom Oslofjord aus

Die Stadt liegt im Südwesten der Kommune Bærum, direkt am Oslofjord, ca. 15 Kilometer südwestlich des Stadtzentrums von Oslo. In den vergangenen Jahrzehnten hat sich die Einwohnerzahl der Stadt erheblich vergrößert. Durch ihre günstige Verkehrsanbindung an die Nachbarstadt Oslo haben sich in Sandvika viele Pendler niedergelassen. Geografisch ist sie dem Ballungsraum Oslo zuzuordnen.
Große wirtschaftliche Bedeutung für die Umgebung hat das in Sandvika angesiedelte Sandvika Storsenter, das größte Einkaufszentrum Skandinaviens mit einer Verkaufsfläche von über 50.000 m².
Die Stadt ist über die Schnellstraßen E18 und E16 mit Oslo verbunden. Vom Bahnhof Sandvika verkehren neben Nah- und Fernverkehrszügen auch Züge des Flughafenschnellzugs Flytoget, der die Stadt mit dem Flughafen Oslo-Gardermoen in einer Fahrzeit von 40 bis 45 Minuten verbindet.

## Persönlichkeiten
- Tobias Børkeeiet (* 1999), Fußballspieler